# Neuropathischer Schmerz
Neuropathischer Schmerz oder Nervenschmerz ist eine direkte Folge einer Schädigung (Läsion) von Nerven des somatosensorischen Systems. Er kann sowohl innerhalb von Gehirn und Rückenmark (Zentralnervensystem) als auch außerhalb davon (peripheres Nervensystem) auftreten. Im ersteren Fall wird er auch zentraler Schmerz genannt, im letzteren auch Neuralgie. Die Häufigkeit (Prävalenz) beträgt etwa 7 bis 10 Prozent.

## Entstehung
Für viele neuropathische Schmerzen konnte gezeigt werden, dass durch Schädigung der Nerven ihre Spontanaktivität abweichende Muster entwickelte. Anhaltende derartige Veränderungen führten zu einem Ungleichgewicht zwischen erregenden und hemmenden Impulsen, was im Ergebnis eine Empfindung von Schmerz auslöste.

## Beispiele für betroffene Nerven bei peripheren neuropathischen Schmerzen
- Hirnnerven
  - Nervus trigeminus (V. Hirnnerv): Trigeminusneuralgie
    - Nervus ophthalmicus
    - Nervus nasociliaris: Nasoziliarisneuralgie (Charlin-Syndrom)
    - Nervus auriculotemporalis: Aurikulotemporalisneuralgie (Frey-Syndrom)
    - Ganglion pterygopalatinum: Sluder-Neuralgie

  - Nervus glossopharyngeus (IX. Hirnnerv): Glossopharyngeusneuralgie (Collet-Sicard-Syndrom)
  - Nervus intermedius: Intermediusneuralgie (vom Nervus facialis, dem VII. Hirnnerven, ausgehend)
  - Nervus vagus (X. Hirnnerv): Laryngeus-superior-Neuralgie
- Nervus occipitalis major: Okzipital-Neuralgie, etwa durch eine Neuritis des Nervus occipitalis
- Plexus brachialis
  - Nervus medianus: Karpaltunnelsyndrom
  - Nervus ulnaris: Ulnarisrinnen-Syndrom („Musikantenknochen“)
- Plexus lumbosacralis
  - Nervus genitofemoralis: Spermatikus-Neuralgie
  - Nervus cutaneus femoris lateralis: Meralgia paraesthetica
  - Nervus ischiadicus: Ischialgie („Ischias“), Chronic Constriction Injury[5] (CCI)
    - Plantarnerven (Nervi plantares) des Nervus tibialis: Morton-Neuralgie

## Ursachen zentraler neuropathischer Schmerzen
- Hirninfarkt (Schlaganfall)
- Hirnblutung
- Vaskuläre Malformation (Fehlbildung von Blutgefäßen)
- Multiple Sklerose
- Abszess
- Myelitis (Entzündung des Rückenmarks)
- Rückenmarksverletzung
- Schädel-Hirn-Trauma
- Tumor
- Syringomyelie (röhrenförmige Höhlenbildung in der Grauen Substanz des Rückenmarkes)

## Behandlung
Verschiedene Arten von Medikamenten können Nervenaktivität so beeinflussen, dass es zu einer beträchtlichen Minderung neuropathischer Schmerzen kommt. Die Deutsche Gesellschaft für Neurologie (DGN) empfiehlt in ihrer Leitlinie von 2019 folgende Mittel der ersten Wahl:
- Gabapentin oder Pregabalin (Calciumkanal-alpha-2-delta-Liganden)
- Trizyklische Antidepressiva
- Duloxetin
- Carbamazepin (nur bei Trigeminusneuralgie Mittel der ersten Wahl)

Realistische Therapieziele sind eine Schmerzreduktion um mehr als 50 %, besserer Nachtschlaf, Verbesserung von Alltagskompetenz und Arbeitsfähigkeit. Eventuell wird das Therapieziel erst nach Einsatz verschiedener Medikamente (Kombinationstherapie) erreicht. Die Wirkung sollte erst nach 2–4 Wochen und bei ausreichenden Medikamentendosen beurteilt werden.
Im Jahre 2025 wurde eine Metaanalyse unter Einschluss von 313 Veröffentlichungen und fast 50.000 Teilnehmern veröffentlicht. Ermittelt wurde für Trizyclika eine NNT von 4,6, für Gabapentin und Pregabalin von 8,9, Duloxetin von 7,4, Botulinustoxin A von 2,7 und Lidocainpflastern von 14,5. Auch hier ergab sich eine Empfehlung für Trizyklica, Gabapentin und Pregabalin, sowie Duloxetin als zuerst einzusetzende Medikamente. Eine schwache Empfehlung gab die Autorengruppe für Capsicain-Pflaster und -Creme, Lidocain-Pflaster, Botulinustoxin und Opioide (als Drittlinienbehandlung).
In einem Kommentar zu der Studie wurde darauf hingewiesen, dass viele Patienten mit neuropathischen Schmerzen im höheren Alter stehen und bei diesen die Trizyklica bei höheren Dosen ein höheres Nebenwirkungsrisiko bergen (u. a. Sturzgefahr). Die empfohlenen Dosen sind allerdings meist mäßig und niedriger als bei anderen Indikationen.
Bei Duloxetin wird eine Dosierung von 60–120 mg empfohlen. Bei Opioiden und bei hohen Dosen auch bei Pregabalin gilt es eine mögliche Toleranzentwicklung zu beachten. Alpha-Liponsäure kann nicht zur Therapie neuropathischer Schmerzen jeglicher Ursache empfohlen werden, bei fehlenden Wirknachweisen. Ebenfalls kann zusätzlich ein psychotherapeutisches Verfahren angewandt werden, bei allerdings auch  unzureichender Daternlage. Bei postherpetischer Neuralgie kann ein Lidocain-Pflaster auch als Erstlinientherapie erwogen werden.
Der Stand der Forschung zur Wirkung von Cannabinoiden bei neuropathischen Schmerzen wurde in der DGN-Leitlinie ausführlich beschrieben und führte zu folgender Empfehlung:

„Cannabinoide können zur Therapie neuropathischer Schmerzen jeglicher Ursache nicht empfohlen werden, da ihr Effekt eher gering ausgeprägt ist und die Nebenwirkungsrate hoch ist. Nur in Einzelfällen kann bei Versagen anderer Schmerztherapien der Einsatz von Cannabinoiden als Off-label-Therapie im Rahmen eines multimodalen Schmerztherapiekonzepts erwogen werden.“